# أيوب طارش
{{معلومات مغن
| الاسم = أيوب طارش عبسي
| صورة = 
| تعليق الصورة = الفنان أيوب طارش العبسي
| حجم الصورة = 200
| صورة ممتدة = نعم
| لون خلفي = BFBF00
| الاسم عند الولادة = أيوب طارش بن نايف بن ناجي العبسي.
| اسم مستعار = فنان السعيدة
| الولادة = {{سنة الميلاد قالب:1945 العمر {80}سنه
| مكان الولادة = قرية المحربي عزلة الاعبوس تعز،  اليمن
| الوفاة = 
| مكان الوفاة = 
| الأصل = اليمن
| الزوج = 
| الزوجة = 
| ألات = العود
| نوع الصوت = 
| النوع = فلكلور، طرب
| المهنة = مغني، مخرج، ملحن، عازف، موسيقي
| سنوات النشاط = 1965 حتى الآن.
| منتج موسيقي = 
| أعمال ملحقة = 
| تأثيرات = 
| موقع ويب = 
| أعضاء حاليون = 
| أعضاء سابقون = 
| ألات مميزة = العود
}}
أَيُّوب طارِش عَبْسِي المعروف شعبياً بعندليب الأشجار، فنّان، ومخرج، وملحن، وعازف، وموسيقار يمني شهير، ولد عام 1945م، عرف بأغانيه العاطفية، وأغانيه الوطنية، وهو ملحّن النشيد الوطني للجمهورية اليمنية منذ وحدتها عام 1990م حتى اليوم.

## نشأته، ومشواره الفني
ولد أيوب طارش بن نائف بن ناجي العبسي في ([[ قرية (المحربي) عزلة (الاعبوس) (تعز) ]])، في محافظة تعز، واستقر في مدينة تعز.
رحل أيوب طارش إلى مدينة عدن سنة 1373هـ/1953م، ودرس فيها حتى حصل على الشهادة الثانوية من المعهد العلمي الإسلامي، ومن أبرز شيوخه: العلامة المجتهد محمد سالم البيحاني.
اتجه إلى الغناء منذ صباه، وكانت أول أغنية غناها بعنوان: «بالله عليك وا مسافر»، من لحنه، وكلمات أخيه (محمد بن طارش)، وقد لاقت هذه الأغنية صدى كبيرًا، خاصة بعد أن أرسلها الفنان أيوب طارش مسجلة في شريط إلى إذاعة تعز مع جمَّال يدعى (عبد الغني العمشة) سنة 1376هـ/1956م، وبدأت أغانيه تبثُّ، مما أكسبه شهرة سريعة وواسعة؛ وخاصة لدى المغتربين، بسبب تناول قضايا الاغتراب في كثير منها.
انتقل من مدينة عدن إلى مدينة تعز، وسافر إلى مدينة القاهرة سنة 1394هـ/1974م، ومكث فيها عامين للدراسة الحرة في معهد الموسيقى العربية.
عمل في عدد من الوظائف؛ منها: موظف في شركة الطيران اليمنية إلى عام 1389هـ/1969م، ثم موظف في البنك اليمني للإنشاء والتعمير حتى سنة 1421هـ/2001م.

## أيوب طارش والفضول
شكَّل مع الشاعر الراحل عبد الله عبد الوهاب نعمان ثنائيًّا فنيًّا، أنجحته قدرة الرجلين: الشاعر والفنان على انتقاء الكلمة وتطويعها، والتقريب بينها وبين الفصحى، واختيار القالب الموسيقي المناسب؛ إذ غنى أيوب كوكبة من قصائد الشاعر عبد الله عبد الوهاب نعمان الملقب بالفضول تعد من أشهر وأنجح ما قدم أيوب طارش، مثل «يا حب يا ضوء القلوب»، «هل عادك حبيب»، «يا من رحلت إلى بعيد»، «طير مالك والبكا»، «لك أيامي»، و«طاب البلس»، و«مكانني ظمآن»، و«دق القاع»، غير أن أشهر عمل لهما على الإطلاق هو أنشودة «رددي أيتها الدنيا نشيدي» التي اختيرت نشيدًا وطنيًّا للجمهورية اليمنية، وفي مجال الأغنية الوطنية؛ قدم أيوب طارش باقة من الأناشيد، وتعامل مع شعراء شتى، غير أن الشاعر (الفضول) هو الأكثر حضورًا في أغاني أيوب طارش.

## الغناء الديني
واتجه الفنان أيوب طارش في الآونة الأخيرة نحو التصوف كقيمة روحية ثرية؛ فقدم أعمالاً غنائية لاقت قبولاً واسعاً لدى الجماهير؛ منها أغنية «يا ربُّ بهم» و«جلاء القلب»، «رمضان يا شهر الصيام»، «رمضان يا صائمين»، «رمضان أطلّ على الدنيا» وغيرها.

## تكريم
حصل الفنان أيوب طارش على عدد من الجوائز والأوسمة؛ منها: وسام (الفنون) من الدرجة الأولى سنة 1399هـ/1979م، ودرع الثقافة سنة 1423هـ/2003م.
وتم تكريمه من وزارة الثقافة، ومؤسسة العفيف الثقافية ومحافظة تعز وجامعة الملكة أروى ومجلة بلقيس ووالقنصلية اليمنية بجدة ومحافظة عمران ومؤسسة السعيد للعلوم الثقافية وجامعة عدن وملتقى الرقي والتقدم، وحصل على الدكتوراة الفخرية في الفنون من جامعة الحديدة عام 2013م.

## أغانيه
- 1- هل عادك حبيب
- 2- حنين المفارق
- 3- محلى هواك
- 4- أجمل الألحان
- 5- يوم السفر
- 6- أحباب وادي
- 7- أحبك والدموع تشهد
- 8- ارجع لحولك
- 9- ألحان الحقول
- 10- الخاطر
- 11- رشو عطور الكاذية
- 12- العمر محسوب
- 13- الليل والنجم
- 14- أنا مع الحب
- 15- آنست يا حالي
- 16- أيها الليل كفانا
- 17- باعدوا من طريقنا
- 18- بالله عليك وامسافر
- 19- بس لا تأشر لي
- 20- بكر غبش
- 21- يا نور برهان
- 22- تليم الحب
- 23- جوال
- 24- حبنا عطره فريد
- 25- حرام عليك
- 26- حنين المفارق
- 27- خدني معك
- 28- يالله يا رب
- 29- خضر الريا
- 30- خفيف الروح
- 31- دق القاع
- 32- رحلك بعيد
- 33- ساعي البريد
- 34- سحرك فريد
- 35- شن المطر
- 36- صابر وطال صبري
- 37- ضاعت الأيام
- 38- طاب البلس
- 39- طير مالك
- 40- عاد لي ودك
- 41- عاصي الهوى
- 42- عتاب
- 43- عدن عدن
- 44- غزال رامة
- 45- قال الذي قد هام
- 46- قسمة ونصيب
- 47- يا عنب
- 48- قلبي بمن وإلى هيامه
- 49- قلبي حبيبة راح
- 50- قولوا لأهل امعتب
- 51- لقاء الأحبة
- 52- لك أيامي
- 53- لمن يا يمن
- 54- محلى هواك
- 55- مكانني ظمآن
- 56- مزهريات
- 57- مزهريات روحي
- 58- مسكين يا ناس
- 59- معتدل القامة
- 60- من أجل عينيك
- 61- منى الخاطر
- 62- ما هلنيش
- 63- مهما يلوعني الحنين
- 64- ناقض العهود
- 65- نداء البعيد
- 66- نوح الطيور
- 67- نور عيني
- 68- هات لي قالبك
- 69- هل عادك حبيب
- 70- همس الروح
- 71- هوى الأيام
- 72- هيمان
- 73- واحبيب واحبيب
- 74- وادي الضباب
- 75- وافي العهود
- 76- وامفارق
- 77- وأنا أسالك ياطير
- 78- وداعة الله
- 79- وطائر أمغرب
- 80- يا بروحي من الغيد
- 81- يا بنات الحوية
- 83- يا ركنتي
- 85- يا من بأول كأس
- 86- يا من رحلت
- 87- يا منية النفس
- 88- جلالة حلمكم

## مشاركات
شارك في كثيرٍ من الأسابيع الثقافية اليمنية في تونس، ليبيا، مصر، الإمارات، السعودية، العراق، والسودان.

## وصلات خارجية
- أيوب طارش على موقع ميوزك برينز (الإنجليزية)

- الموقع الرسمي